# Sofijin izbor (1982.)
Sofijin izbor (engl. Sophie's Choice) američka je drama redatelja Alana J. Pakule iz 1982. godine.

## Radnja
Film govori o poljskoj imigrantici Sophie, koja je preživjela holokaust i sada iznova pokušava organizirati svoj život u Brooklynu. 

## O filmu
Sofijin izbor je režirao Alan J. Pakula. Pakula je osim toga napisao i scenarij za film, koji se temelji na istoimenom romanu Williama Styrona. U glavnoj ulozi Sofije pojavljuje se Meryl Streep, koja je nagrađena Oscarom za najbolju glavnu žensku glumicu. Tijekom Drugog svjetskog rata ženska logorašica je primorana napraviti strašan i okrutan izbor, koji će utjecati na nju na način koji je izvan njene kontrole. I pored svega preživljava taj ispit, ali cijena koju mora platiti je visoka. Izbor koji je napravila uvijek će je progoniti u destruktivnoj težnji da pobijedi vlastiti strah...

## Uloge (izbor)
- Meryl Streep - Sophie Zawistowski
- Kevin Kline - Nathan Landau
- Peter MacNicol - Stingo

## Vanjske poveznice
- Sofijin izbor u internetskoj bazi filmova IMDb-a